# Serixia aurulenta
Serixia aurulenta är en skalbaggsart som beskrevs av Francis Polkinghorne Pascoe 1867. Serixia aurulenta ingår i släktet Serixia och familjen långhorningar. Inga underarter finns listade i Catalogue of Life.